# Receptor de inositol trifosfato
O receptor de inositol trifosfato (IP3R) é um complexo membranar glicoproteico que actua como canal de Ca2+ activado por inositol trifosfato (IP3).
O receptor de IP3 foi purificado pela primeira vez a partir de cerebelo de rato.

## Distribuição
Tem uma ampla distribuição tecidular mas é especialmente abundante no cerebelo. A maioria dos IP3R são encontrados na célula integrados no retículo endoplasmático.

## Estrutura
O complexo IP3R é formado por quatro subunidades de 313 kDa. Em anfíbios, peixes e mamíferos existem 3 parálogos e estes podem formar homo ou hetero-oligómeros. O IP3R-1 é mais amplamente expresso dos três e é encontrado em todos os tipos de tecidos e todos os estágios de desenvolvimento.